# Circe (album)
Pour les articles homonymes, voir Circé (homonymie).
Circe (nom anglais et islandais de Circé) est un album instrumental de deux des membres du groupe islandais Sigur Rós, Georg Hólm et Orri Páll Dýrason, en collaboration avec Hilmar Örn Hilmarsson ainsi que Kjartan Hólm. Il est sorti le 21 août 2015 sur le label créé par Sigur Rós en 2011, Krunk.

## Histoire
La BBC a fait appel aux islandais de Sigur Rós pour composer la bande originale de The Show of the Shows, un des épisodes de la série de documentaires Storyville diffusé sur BBC Four. Jónsi, chanteur et guitariste du groupe, étant très occupé sur d'autres projets, ce sont les deux autres membres du groupe uniquement, Georg et Orri, accompagné de Kjartan Hólm et Hilmar Örn Hilmarsson, qui se chargent de réaliser cette mise en musique dans le tout nouveau studio d'enregistrement de Sigur Rós situé a Reykjavik. The Show of the Shows traite de 100 ans d'images de vaudeville, de cirques et de carnavals. Cet épisode sera diffusé en 2016 à la télévision britannique mais est projeté le 16 juillet 2015 au Barbican Centre de Londres et le lendemain au Latitude Festival, ces séances exceptionnelles sont suivies de questions-réponses en compagnie de Georg Hólm, Orri Páll Dýrason et du réalisateur, auteur et producteur du film Andrew Smith.

## Liste des pistes
| 1.         | Ladies and Gentlemen, boys and girls   | 8:05 |
| 2.         | Lila (1er single)                      | 5:39 |
| 3.         | Hyperbole                              | 3:46 |
| 4.         | Torture                                | 3:26 |
| 5.         | The Eternal Feminine                   | 6:50 |
| 6.         | The Crown of Creation                  | 8:25 |
| 7.         | TKO                                    | 3:15 |
| 8.         | Filaphilia (A tribute to Siggi Armann) | 5:28 |
| 9.         | To Boris with Love                     | 6:09 |
| 10.        | Liquid Bread & Circuses                | 4:10 |
| 11.        | Salire                                 | 2:56 |
| 12.        | Breakfast in the Himalayas             | 2:34 |
| 13.        | Wirewalker                             | 5:03 |
| 14.        | Epilogue                               | 5:13 |
| 72 minutes |                                        |      |

## Crédits
- Georg Hólm bassiste du groupe Sigur Rós
- Orri Páll Dýrason batteur du groupe Sigur Rós
- Hilmar Örn Hilmarsson compositeur et musicien islandais ayant déjà travaillé avec Sigur Rós sur Óðin's Raven Magic
- Kjartan Hólm frère de Georg Hólm et guitariste du groupe Sigur Rós lors des tournées depuis 2013
- L'ensemble Kammerkór Suðurlands (Chœur de chambre du sud de l'Islande)